# Хоминский, Людвиг Александрович
Людвиг-Станислав Александрович Хоминский, пол. Ludwik Chomiński (1 февраля 1890, Ольшево — 28 января 1958, Варшава) — общественно-политический деятель, селекционер, книгоиздатель.

## Биография
Начальное образование получил в Ольшевской школе Свенцянского уезда Виленской губернии (сейчас Мядельский район, Минская область), которая была основана его отцом Александром-Станиславом-Лавреном. В 1908 году с отличием окончил Свенцянскую гимназию. За четыре последующих года окончил учебу на инженерно-агрономическом и гуманитарном факультетах Краковского Ягеллонского университета.

### Хозяйственная деятельность
В 1912 году в окрестностях Ольшево основал Союз коневодов. занялся на отцовской конюшне выведением племенной породы лошадей с необходимыми качествами для сельского хозяйства. Эта порода стала известна впоследствии как «Ольшевская упряжная». Жеребцы этой породы демонстрировали максимальную тягловую силу, равную весу груза 10-13 тонн. Людвиг Хоминский также пробовал развести элитных голландских коров. Однако местный климат этим коровам не подошел и он вынужден был вернуться к разведению коров местной красной породы. Около 1929 года совместно с Эдвардом Скирмунтом из Шеметово соорудил на болотах и зарыбил 10 прудов.

### Общественно-политическая деятельность
В 1915 году Людвиг Хоминский переселился в Вильно, однако часто посещал Ольшево. В 1919 году основал на Виленщине общественную организацию «Возрождение», близкую по своей программе к польской народной партии «Освобождение». В 1922 году был избран депутатом на Сейм Срединной Литвы по спискам «Возрождение-Освобождение», был сторонником культурной и политической автономии Виленщины.
Со времен Российской империи входил в состав масонской ложи «Литва», с 1921 года входил в состав ложи «Люцифер Агни».
В марте 1922 года был делегатом Законодательного Сейма в Варшаве. В 1922—1925 годах — вице-президент ПСЛ «Освобождение». В 1922-1927гг. вновь избирался депутатом: в 1925 году входил во фракцию ПСЛ «Освобождение», затем присоединился к Парламентскому Клубу Труда, позднее был независимым депутатом.
В мае 1928 года, во время процесса над «громадовцами» выступал в защиту Бронислава Тарашкевича. На страницах газеты «Освобождение народа» размещал статьи в защиту крестьян, отстаивал их интересы на заседаниях Сейма. В 1930 году Юзеф Пилсудский разогнал Сейм, Людвиг Хоминский был лишен депутатского мандата.
Сын панского извозчика В. М. Тюкша рассказывал, что Л. Хоминский любил подшучивать над местными полицейскими. Однажды он взял у местного члена Коммунистической партии Западной Беларуси (КПЗБ) Б. О. Бакулы несколько листовок и незаметно разбросал в своем парке. Ему доставляло большое наслаждение видеть, как сыщики сбивали ноги, бегая по парку в поисках «большевикув».
В 1939 году, накануне прихода Красной армии, семья Хоминских выехала в Вильно. Их горничная Аполония Антоновна Нескоромная (Коволевская) рассказывала, что они уезжали фактически с пустыми руками. Про хорошее отношение местных крестьян свидетельствовал тот факт, что местные батраки и крестьяне не стали грабить «помещичье гнездо». Уничтожать усадьбу позднее прибыли активисты из соседнего местечка Свирь.
Во время немецкой оккупации Л. Хоминский продолжал жить в Вильно, подпольно издавал «Виленский бюллетень». В нем размещал материалы антифашистского направления. После освобождения Вильно от немцев, органы НКВД арестовали Людвига Хоминского в 1944 году и сослали в шахты на Донбасс. Там он пробыл до 1946 года, а затем его, как польского подданного, депортировали в Польшу.
Поскольку Людвиг Хоминский владел девятью языками (белорусским, русским, польским, украинским, литовским, французским, немецким, итальянским) ему предоставили престижную работу директора Центрального института культуры при Министерстве культуры и искусства. В 1948—1949 годах возглавлял Главный Совет Рыбной Концессии в Варшаве.

### Культурно-просветительская деятельность
В 1918 году Людвиг Хоминский выкупил в Вильне несколько небольших еврейских и русских типографий, из Варшавы привез польский шрифт. Это стало основой для его частного издательства «LUX». Выпускал еженедельник «Уния» (1919г.), академический альманах «Alma mater Vilnensis». В апреле 1919 года стал редактором газеты «Наш край». На протяжении 1922—1931 гг. его издательством было выпущено около 80-ти различных наименований книг, в том числе известная исследовательская работа «Rok 1863: wyroki smierci / red. W. Studnicki. — Wilno: Nakl.i dr. Ludwika Chominskiego, 1923 [s.a.]. — 120 s.» Людвиг Хоминский большое внимание уделял полиграфическому качеству книг и уровню графики. На выставке «Искусство и мастерство» в 1924 году в Варшаве его издания были удостоены Большой золотой медали. Высокую оценку они получили и на выставке в Дании.
В 30-е годы XX столетия Людвиг Александрович стал печатать акцизные документы, расписания движения поездов. Однако в 1935 году обанкротился. Тогда Людвиг Хоминский совместно с печатником-машинистом Людвигом Раковским открыл фотохимическую мастерскую, в которой стали делать копии документов, картин, фотоснимков идентичными с оригиналами. Совместное предприятие было экспериментальным центром в то время техники репродукции.
В 1929—1939 годах Людвиг Хоминский занимал должность президента общества библиофилов в Вильно, являлся членом Научно-исследовательского института Восточной Европы. По его инициативе в 1933 году была создана комиссия по распространению книг, открыт в Вильно книжный магазин.
С начала 1918 года, Людвиг Хоминский прикладывает много усилий для пополнения частной библиотеки в Ольшево. Ольшевская библиотека имела свой каталог с инвентарными номерами. В 1938 году библиотека насчитывала более 12000 томов книг, главным образом, художественная литература на польском, французском и немецком языках. Имелось собрание офортов (более 600 единиц). В его коллекции также было несколько фолиантов XVII—XVIII ст. Различные сборники поэзии, исторические произведения, хозяйственных и природоведческих наук, атласы и мемуары.
В начале 30-х гг. XX столетия вместе со своей женой Стефанией (рожденной Гулиной) превратил усадьбу в Ольшево в своеобразный центр, где собиралась творческая элита тех времен. Частыми гостями Хоминских были: директор Виленской университетской библиотеки Адам Лысаковский, писатель Владислав Уминский, профессор-юрист Бронислав Врублевский и его жена художница Кристина Врублевская, Эдвард Скирмунт из Шеметово, художники Казимир Квятковский и Фердинанд Рущиц, писательница Гелена Ромер-Охенковская из Королиново, С.Лоренц.

## Творчество
- Ludwik Chomiński. Pamiętniki, t. IV./ Biblioteka Narodowa w Warszawie. Dział Rękopisów, Akc. 9736.
- Ludwik Chomiński. Od Darwina do Miczurina (Warszawa 1950)

## Награды
- медаль Независимости (1931);
- офицерский крест Ордена Возрождения Польши (1957).